# René Thissen
Pour les articles homonymes, voir Thissen.
René Thissen, né à Henri-Chapelle (Welkenraedt) le 10 septembre 1946, est un homme politique belge, membre du Centre démocrate humaniste.

## Carrière politique
Mandat politique exercé antérieurement ou actuellement
- Député wallon et de la Communauté française